# Historia wielkości i upadku Cezara Birotteau

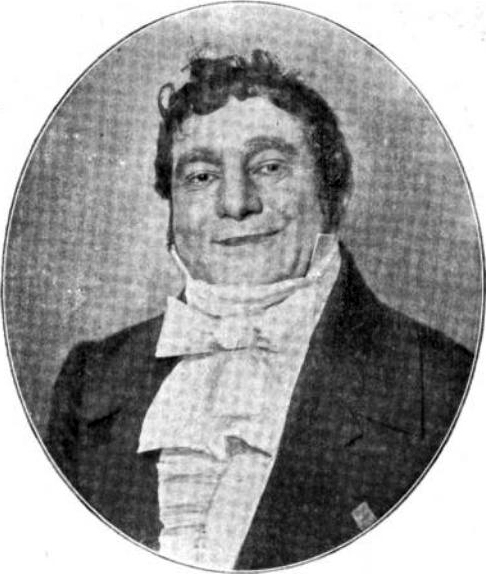
Firmin Germier w tytułowej roli w sztuce wystawianej w 1910 na podstawie Historii wielkości i upadku Cezara Birotteau

Historia wielkości i upadku Cezarego Birotteau (oryg. fr. Grandeur et décadence de César Birotteau) – powieść francuskiego pisarza Honoriusza Balzaka. Ukończona przez Balzaka w roku 1837. Powieść wchodzi w skład cyklu powieściowego Komedia ludzka.

## Treść
Tytułowy bohater, Cezar Birotteau, jest paryskim perfumiarzem, od lat wykonującym ten sam zawód, uczciwym i naiwnym specjalistą w swoim fachu, a także ojcem typowej drobnomieszczańskiej rodziny, dumnym z rojalistycznych poglądów i udziału w nieudanym rojalistycznym zamachu stanu z 1795. Za sprawą kilku wypuszczonych na rynek kosmetyków według swojej własnej receptury nagle dochodzi do sporego majątku i otrzymuje Legię Honorową. Postanawia zacząć żyć na wyższej stopie, przekształcić swój dom w prawdziwy pałac, zacząć organizować przyjęcia dla rodziny i przyjaciół, a wreszcie daje się namówić na udział w ryzykownej spekulacji na rynku nieruchomości. Nieświadomie staje ofiarą intryg notariusza Roguina i swojego byłego pracownika du Tilleta. Traci duże sumy pieniędzy, a za sprawą du Tilleta, teraz wpływowego człowieka, nikt nie chce udzielić mu kredytu bankowego. Birotteau ratuje jedynie poświęcenie jego subiekta Popinota, który przez miłość do córki swojego pracodawcy przekazuje perfumiarzowi zysk z własnego wynalazku – olejku orzechowego oraz 6 tys. franków, jakie otrzymuje z kasy królewskiej jako wierny rojalista. Birotteau spłaca wówczas swoich wierzycieli, jednak ciężkie przeżycia podkopały jego zdrowie na tyle, że wkrótce później umiera, pobłogosławiwszy związek swojej córki z Popinotem.

## Inspiracje i cechy utworu
Balzac napisał Cezara Birotteau zainspirowany kilkoma autentycznymi historiami paryskich kupców. Jeden z nich, Bully, podobnie jak powieściowy Birotteau wynalazł wodę toaletową, której nadał swoje imię i która pozwoliła mu szybko się wzbogacić. Jego sklep został jednak zrujnowany w czasie rewolucji lipcowej, a sam perfumiarz przez długie lata musiał spłacać swoich wierzycieli, wreszcie zmarł w zupełnej nędzy. Inną inspiracją dla autora był perfumiarz Antoine Caron. Cesar Birotteau posiada wreszcie szereg cech samego Balzaka.
Celem powieściopisarza było jednak w pierwszej kolejności ukazanie swojego bohatera jako postaci typowej, jednego z wielu drobnomieszczan czasów Restauracji Burbonów i następującej po niej monarchii lipcowej oraz podkreślenie w jego osobie typowych cech tej warstwy społecznej, przede wszystkim dążenia do bogactwa, sławy i honorów połączonego z chciwością i niekiedy naiwnością w ocenie ludzi.
Powieść zawiera jeden z pierwszych opisów użycia kampanii reklamowej na szeroką skalę. Ukazane przez Balzaca różnice między perfumeriami Cezara Birotteau i Popinota pokazują ewolucję kapitalizmu i zmiany na łonie samej burżuazji w czasach Ludwika Filipa.

## Ekranizacje
- Historia wielkości i upadku Cezara Birotteau, 1977[1]
- Historia wielkości i upadku Cezara Birotteau, 1965[2]

Historię wielkości i upadku Cezarego Birotteau na język polski przetłumaczył Tadeusz Boy-Żeleński.